# Move Me
Move Me è il diciannovesimo album in studio del gruppo rock britannico Nazareth, pubblicato nel 1994.

## Tracce
1. Let Me Be Your Dog – 4:36
2. Can't Shake Those Shakes – 3:22
3. Crack Me Up – 3:42
4. Move Me – 3:45
5. Steamroller – 4:28
6. Stand by Your Beds – 4:13
7. Rip It Up – 3:34
8. Demon Alcohol – 2:58
9. You Had It Comin' – 4:39
10. Bring It on Home to Mama – 4:00
11. Burning Down – 4:45

## Formazione
- Dan McCafferty - voce
- Billy Rankin - chitarre
- Pete Agnew - basso
- Darrell Sweet - batteria